# Közügy
Közügynek (latinul res publica, angolul public affairs) az olyan társadalmi vagy társadalmi hatással bíró jelenségek minősülnek, melyek a közfelfogás szerint az egyén, azaz egy-egy ember érdekein túl mutatnak, és az egész közösség számára fontossággal bírnak. E fogalom mögött az az elgondolás húzódik meg, hogy az önálló életvitelt biztosító jogokkal rendelkező személyekből álló társadalom nem tud fennmaradni akkor, ha az egyes személyek bizonyos problémáit, gondjait nem osztja meg a többiekkel azzal a céllal, hogy az egyedül nem megoldható dolgokat a közösség nagyobb hatalmával, forrásaival stb. rendezze.
A közügyekre ugyanazt a latin kifejezést (res publica) használták, mint a köztársaságra, hiszen a köztársaságban mindenki részt vesz a közügyek megoldásában, vagyis a politikában.
Tipikusan ilyen gond az egyes emberek érdekellentéte, a köztük létrejött konfliktus, a társadalom fenntartásához szükséges intézményi berendezkedés (vallás, jog, kultúra stb.), vagy a biológiai reprodukció szabályozása.
Annak ellenére, hogy a társadalomban élő emberek együttélésének szükséges feltétele, hogy meg tudjanak osztozni egymással a javakban, tudásban, feladatokban és még sok minden másban, ugyanolyan szükséges létfeltétel az is, hogy bizonyos dolgokat ne osszanak meg a többiekkel, hanem azok fölött egyedül vagy egyenként rendelkezzenek. Tipikusan ilyen a magántulajdon, valamint az ismeret és tudás is, amelynek neve ez esetben „titok”.
Mivel a népesség szaporodása újratermeli a meglévő javakon való osztozás problémáját, a javak újraelosztásában elfogadott, legális megoldási módszerré vált az innováció, az újítás, amelynek haszna többnyire a felfedezőt, az újítót illeti azután, hogy ezt a titkot a többiek tudomására hozta.
Ily módon közügy mindaz, ami megosztott ismeret és mindaz, ami titokban marad valamennyi ideig, mert hatással van vagy hatással lehet az egész társadalom boldogulására.
Különböző társadalmakban más és más számít közügynek. Van ahol a nyilvános csók, a gyermekek száma, a képviselők vagyona vagy egy autópálya megépítése a közügy, de a közügyektől való eltiltás jobbára csak azt jelenti, hogy az illető nem szavazhat a parlamenti választásokon. A közügy és az ellentéteként létező magánügy közötti határ ezért rugalmasan alakul, függvénye a mindenkori írott jognak, szabályozásnak, amelyre az adott ügy eldöntésekor hivatkozni szoktak.